# Marian Barbu
Marian Alexandru Barbu (* 13. August 1988 in Făgăraș) ist ein rumänischer Fußballschiedsrichter. Seit 2021 steht er auf der FIFA-Liste.
Sein Debüt in der höchsten rumänischen Spielklasse, der Liga 1 gab Barbu nach nur drei Zweitligaeinsätzen bereits mit 25 Jahren im Mai 2014. In den folgenden Spielzeiten wurde er jedoch nur in der zweiten Liga und den darunter liegenden Spielklassen eingesetzt. Erst in der Saison 2017/18 folgte der nächste Erstligaeinsatz, seit der Saison 2019/20 gehört Barbu fest zum Erstligakader der rumänischen Unparteiischen. 
Zum Jahresbeginn 2021 meldete ihn der rumänische Fußballverband für die FIFA-Liste, was ihn zur Leitung internationaler Partien berechtigt. Sein Debüt in diesem Bereich gab er im Juni desselben Jahres bei einem Freundschaftsspiel zwischen Moldawien und Aserbaidschan.
Bei der U-19-Fußball-Europameisterschaft 2024 in Nordirland leitete er drei Spiele, darunter ein Halbfinale.